# Военно-морские силы Туркменистана
Военно-морские силы Туркменистана (туркм. Türkmenistanyň Harby-deňiz Güýçleri) — один из видов вооружённых сил Туркменистана. В основном включают в себя военно-морской флот, морскую пехоту. Свой профессиональный праздник, День военно-морских сил Туркменистана (туркм. Türkmenistanyň harby-deňiz Güýçleriň güni), туркменские военные моряки празднуют ежегодно 9 октября.

## История

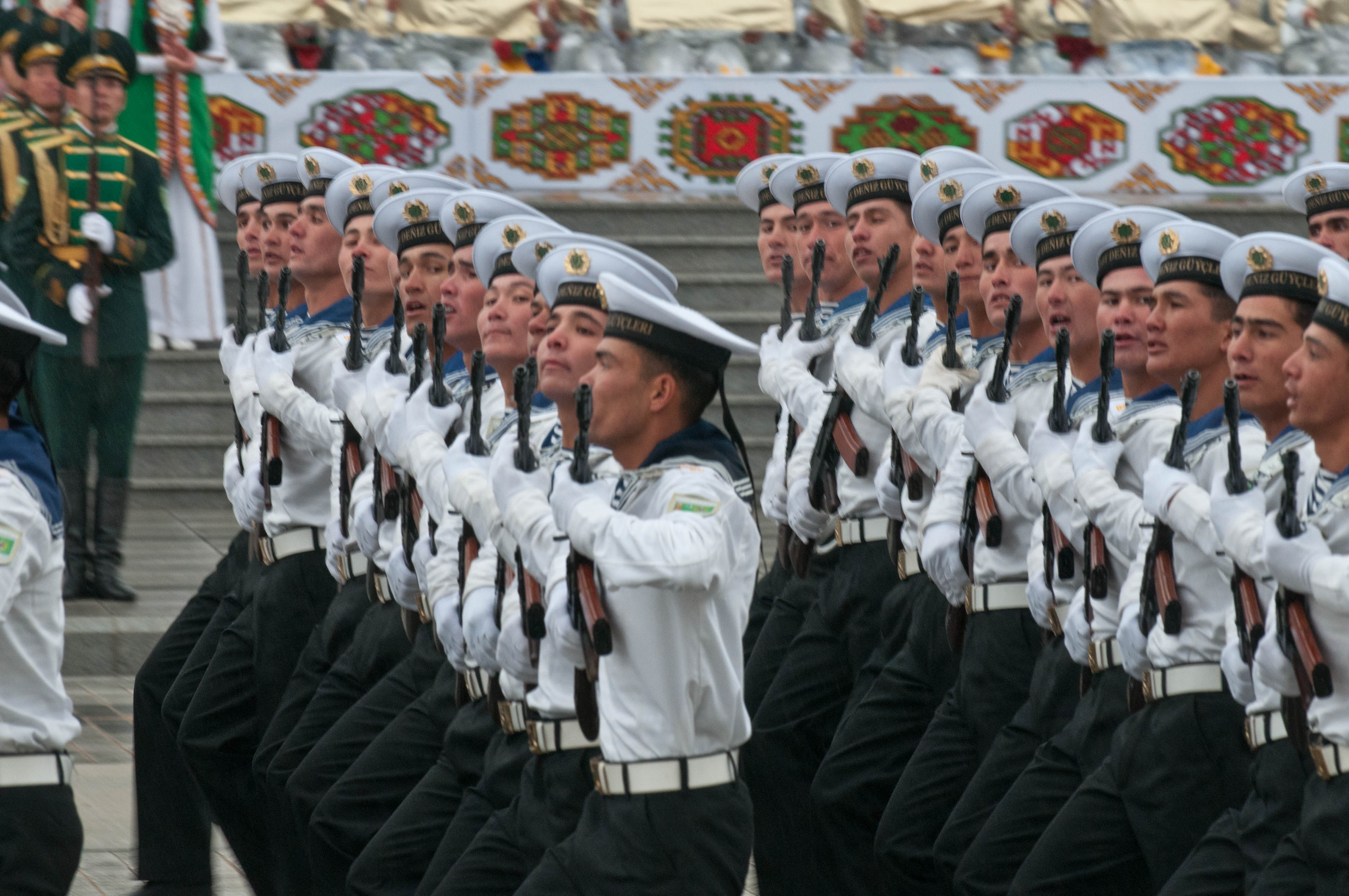
Матросы ВМС Туркменистана

Военно-морской флот Туркменистана на данный момент подчинен командованию пограничных войск. Главная база флота располагается в порту Туркменбаши (бывший Красноводск). В местечке Келиф на Амударье располагается небольшая база речной флотилии. Численность состава флота вместе с береговыми службами — до 2000 человек.
В 2002 году на вооружение сил береговой охраны на Каспии поступили новые патрульные катера, приобретенные у Украины, в основном «Калкан-М» и «Гриф-Т». В 2003 году Иран на весьма выгодных условиях передал Туркменистану в долгосрочную аренду семь катеров береговой охраны. Кроме того, в рамках сотрудничества с США на вооружение ВМФ Туркменистана поступил патрульный катер "Point Jackson" типа Point. Россия передала два патрульных катера типа «Соболь».
Создание ВМС Туркменистана и военно-морской базы в Каспийском море (г. Туркменбаши) началось с 2009 года.
В 2011 году на вооружение ВМФ Туркменистана были приняты 2 ракетных катера проекта 12418.
Полевая форма офицера ВМС Туркменистана — шестицветный пустынный камуфляж.
MBDA Italy поставит заказчику противокорабельные ракетные системы Otomat Mk 2 и легкие противокорабельные ракетные комплексы Marte Mk 2/N, а также ЗРК SIMBAD-RC.
На данный момент Туркменистан продолжает наращивать своё военное присутствие на Каспии. Гурбангулы Бердымухамедов по этому поводу сказал следующее:

«Нашей стране, как и любому государству, имеющему выход к морю, необходимы корабли для патрулирования своих морских границ, поддержания их безопасности и противодействия таким негативным явлениям и вызовам современности, как терроризм, организованная браконьерская преступность, наркотрафик».

### Состав ВМС Туркменистана (по состоянию на 2015 г.)[7]
| Страна постройки      | Тип                             | Класс        | Наименование | Бортовой номер | Примечания |
| --------------------- | ------------------------------- | ------------ | ------------ | -------------- | --- |
| Турция                | Корвет                          | Данных нет   | Deňiz han    | 01             | Длина 92 метра, вооружён турецкими и итальянскими ракетами. Спущен на воду 11 августа 2021 года                                                                                              |
| Россия                | Ракетный катер                  | Молния 12418 | Edermen      | 828            | 16 ПКР Х-35. Порт Туркменбаши (бывш. Красноводск). Построен на ОАО «Средне-Невский судостроительный завод» Зав. № 217 — заложен 26.03.09 — спущен 04.08.10 — передан в 2011 году «Edermen»   |
| Россия                | Ракетный катер                  | Молния 12418 | Gayratly     | 829            | 16 ПКР Х-35. Порт Туркменбаши (бывш. Красноводск). Построен на ОАО «Средне-Невский судостроительный завод». Зав. № 218 — заложен 30.07.09 — спущен 04.05.11 — передан в 2011 году «Gayratly» |
| Турция · Туркменистан | Быстроходный патрульный катер   | проект NTPB  | Algyr        | 211            | |
| Турция · Туркменистан | Быстроходный патрульный катер   | проект NTPB  | HANJAR       | 215            | |
| СССР                  | санитарный катер                | пр. СК620    | Данных нет   | Данных нет     | |
| США                   | десантный катер                 | типа LCM-1   | Данных нет   | SK 156         | |
| Туркменистан          | буксир                          | Данных нет   | Данных нет   | Данных нет     | |
| Туркменистан          | корабль специального назначения | Данных нет   | Данных нет   |                | Спущен на воду 10.10.2015 г. |

### Состав БОХР Туркменистана (по состоянию на 2015 г.)[7]
| Страна постройки          | Тип                           | Класс        | Наименование | Бортовой номер                   | Примечания |  |
| ------------------------- | ----------------------------- | ------------ | ------------ | -------------------------------- | --- |  |
| Соединённые Штаты Америки | Патрульный катер              | проект Point | Merjin       | SG110                            | до 10 мая 2010 г. Point Jackson |  |
| Туркменистан              | Быстроходный патрульный катер | проект NTPB  | Arkadag      | SG111                            | водоизмещение 400 т., длина 55,75 метров, 40-мм спаренная башенная автоматическая артиллерийская установка Oto Melara Twin Compact, спуск на воду ..02.2012 года дополнительный заказ на ещё 6 единиц |  |
| Туркменистан              | Быстроходный патрульный катер | проект NTPB  | Berkarar     | SG112                            | водоизмещение 400 т., длина 55,75 метров, 40-мм спаренная башенная автоматическая артиллерийская установка Oto Melara Twin Compact, дополнительный заказ на ещё 6 единиц |  |
| Туркменистан              | Быстроходный патрульный катер | проект NTPB  |              | SG113                            | водоизмещение 400 т., длина 55,75 метров, 40-мм спаренная башенная автоматическая артиллерийская установка Oto Melara Twin Compact |  |
| Туркменистан              | Быстроходный патрульный катер | проект NTPB  | Erkana       | SG114                            | |  |
| Туркменистан              | Быстроходный патрульный катер | проект NTPB  | Mergen       | SG116                            | |  |
| Туркменистан              | Быстроходный патрульный катер | проект NTPB  | Merdana      |                                  | |  |
| Туркменистан              | Быстроходный патрульный катер | проект NTPB  | Gaýduwsyz    |                                  | |  |
| Туркменистан              | Быстроходный патрульный катер | тип АМВ      | Барс-12      | Данных нет                       | построено 12, длина 15 м. |  |
| Туркменистан              | малый ракетный катер          | тип ???      | Данных нет   | SG 119 Nayza, SG 123 Galjaň, ??? | SG 123 Galjaň спуск на воду 27 мая 2016 года, построено 3, +3. Малые ракетные катера этого типа имеют длину корпуса 33,05 м, ширину 7,1 м и осадку 1,4 м. Главная энергетическая установка включает два дизельных двигателя MTU M93L с двумя водометами, скорость полного хода достигает 43 узлов, а дальность плавания 350 миль на скорости 35 уз. Вооружение катеров включает две пусковые установки легкого противокорабельного ракетного комплекса MBDA Marte Mk 2/N и одну баковую 25-мм дистанционно управляемую артиллерийскую установку Aselsan STOP с электронно-оптической системой управления огнем Aselsan ASELFLIR. |  |
| Украина                   | Патрульный катер              | Калкан-М     | Данных нет   | Данных нет                       | |  |
| Украина                   | Патрульный катер              | Гриф-Т       | Данных нет   | Данных нет                       | в строю 2 шт. |  |
| Россия                    | Патрульный катер              | Соболь       | Данных нет   | SK 131                           | Построен на ОАО "Судостроительная фирма «Алмаз». Зав. № 202 — передан в 2009 году, |  |
| Россия                    | Патрульный катер              | Соболь       | Данных нет   |                                  | Построен на ОАО "Судостроительная фирма «Алмаз». Зав. № 203 — передан в 2009 году |  |

## Флаги кораблей и судов

Флаг кораблей и судов
Флаг ВМС Туркменистана